# Dr. Paul Janssen Award for Biomedical Research
Der Dr. Paul Janssen Award for Biomedical Research ist ein Preis für biomedizinische Forschung, der seit 2006 an Wissenschaftler für signifikante Beiträge zur Verbesserung der menschlichen Gesundheit vergeben wird.

## Geschichte
Der Wissenschaftspreis ist nach Paul Janssen (1926–2003) benannt, Gründer von Janssen Pharmaceutica, das seit 1961 zu Johnson & Johnson gehört. Unter seiner Leitung wurden mehr als 80 Medikamente entwickelt. Der Dr. Paul Janssen Award for Biomedical Research wurde 2006 erstmals von Johnson & Johnson vergeben, seit 2008 jährlich.
Die Preisträger werden von der Forschungsgemeinde nominiert und der oder die Gewinner von einem Komitee aus sechs bis acht unabhängigen Wissenschaftlern ausgewählt.
2010 konnte Anthony Fauci das Preisgeld aufgrund einer Regierungsrichtlinie nicht annehmen, da er am staatlichen National Institute of Allergy and Infectious Diseases arbeitete. Der Anteil seines Preisgeldes wurde vom Komitee an zwei öffentliche Gesundheitsorganisationen gespendet.

## Preisumfang
Die Preisträger erhalten eine Plastik, eine Medaille und 200.000 Dollar Preisgeld (Stand 2020), das auf die Gewinner aufgeteilt werden.
Die Plastik wurde von Gravity DesignWorks entworfen und wird vom Glaskünstler Don Gonzalez handgefertigt. Der Boden besteht aus Bronze. Darauf liegt ein Glasball, von dem aus eine gläserne Wand durchstoßen wird. Es stellt dar, wie durch wissenschaftliche Innovation die Grenzen von Wissenschaft und Medizin durchbrochen werden.
Die goldgerahmte Silbermedaille (Durchmesser: 3 Inch) wird von Caesar Rufo handgefertigt. Die Vorderseite zeigt Paul Janssen wie er in eine Petrischale blickt und trägt die Inschrift Inspire Innovate Achieve. Auf der Rückseite lautet die Inschrift What’s New?, Janssens tägliche Frage in seinem Labor zur Inspiration und Förderung seiner Kollegen.

## Preisträger
- 2006: Craig Mello für die Entdeckung der RNA-Interferenz und deren biologischen Funktionen.
- 2008: Marc Feldmann und Ravinder N. Maini für die Entdeckung von Tumornekrosefaktor-α als Angriffspunkt zur Behandlung von rheumatoide Arthritis und anderer chronischer Entzündungen.
- 2009: Axel Ullrich für seine Pionierarbeit in angewandter Molekularbiologie und Klonierung zur Entdeckung von Proteintherapien gegen viele Krankheiten, darunter Diabetes und Krebs.
- 2010: Erik De Clercq und Anthony Fauci für die Pionierarbeit zum Verständnis und zur Bekämpfung von Virusinfektionen, im Besonderen an HIV/AIDS.
- 2011: Napoleone Ferrara für seine Angiogenese-Forschung
- 2012: Victor Ambros und Gary Ruvkun für die Entdeckung von microRNA als zentrale Regulation von Genexpression und Entwicklung.
- 2013: David Julius für die Entdeckung des molekularen Mechanismus von Thermorezeption und dessen Rolle am Empfinden von akuten und entzündlicher Schmerzen.
- 2014: Jennifer Doudna und Emmanuelle Charpentier für die Entwicklung einer neuen Methode zur Manipulation der DNA.
- 2015: Bert Vogelstein für seine Leistungen in der Krebsforschung.
- 2016: Yoshinori Ohsumi für seine Arbeiten zu den molekularen Grundlagen der Autophagie
- 2017: Douglas C. Wallace für seine Arbeiten zur mitochondrialen Genetik
- 2018: James P. Allison für seine Arbeiten zur Krebsimmuntherapie
- 2019: Franz-Ulrich Hartl und Arthur Horwich für ihre Arbeiten zur Proteinfaltung und Chaperonen
- 2020: Lewis C. Cantley für seine Arbeiten zu Phosphoinositid-3-Kinasen
- 2021: Katalin Karikó und Drew Weissman, für ihre Arbeiten zur Nukleosid-modifizierten mRNA, die mRNA-Impfstoffe ermöglicht haben
- 2022: Jeffrey I. Gordon, für seine Arbeiten zum Darmmikrobiom des Menschen
- 2023: Robert Langer, für seine Arbeiten zu Drug-Delivery-Systemen
- 2024: Lynne Maquat und Alexander Varshavsky, für ihre Arbeiten zum gesteuerten Abbau von RNA und Proteinen[5]